# Planaltina do Paraná
Planaltina do Paraná ist ein brasilianisches Munizip im Bundesstaat Paraná. Es hat 4.070 Einwohner (2022), die sich Planaltinenser nennen. Seine Fläche beträgt 356 km². Es liegt 457 Meter über dem Meeresspiegel.

## Etymologie
Der Name stammt von der Hochebene (portugiesisch: Planalto), auf der das Munizip liegt. Zur Unterscheidung von der gleichnamigen Stadt in Goiás wurde der Zusatz do Paraná gewählt.

## Geschichte
Als erste Siedler kamen drei Familien aus Erechim, Rio Grande do Sul. Bald darauf kamen weitere Familien aus São Paulo und Minas Gerais. Sie bauten Kaffee an. 
Die Kolonisierung wurde von der Agrarimmobilienfirma Madalozzo durchgeführt. Madalozzo war Eigentümer einer Bauholzfirma. Er wollte Zweigstellen in verschiedenen Regionen des Staats errichten. Sein Sohn Oswaldo Madalozzo kam 1951 nach Paranavaí mit der Aufgabe, einen Ort zu finden, an dem er eine Stadt gründen könnte. Nach langem Suchen fand er eine Stelle zwischen Amaporã und Santa Isabel, wo es einen Landbesitzer mit demselben Interesse gab, Antônio Colombo. Gemeinsam machten sich die beiden daran, das Land zu registrieren und mit der Stadtplanung zu beginnen. Nach sechzig Entwürfen für den Stadtplan begann Planaltina do Paraná konkret zu werden. Nachdem sie zwei Monate lang das Land abgeholzt hatten, zündeten sie das Gebüsch an und begannen mit der Vermessung. Kurz darauf starteten sie die Erkundung und die erste Bebauung an dem ausgewählten Ort.
Da die Bevölkerung von Planaltina do Paraná wuchs, investierte Giacomo Madalozzo in die Infrastruktur, um die Stadt mit Wasser und Strom zu versorgen. Er beauftragte einen Brunnenbauer mit der Bohrung eines artesischen Brunnens, und schon bald wurde die Bevölkerung mit Trinkwasser versorgt. Für die Stromversorgung kaufte das Unternehmen einen Generator.
Planaltina do Paraná wurde durch das Staatsgesetz Nr. 4245 vom 25. Juli 1960 in den Rang eines Munizips erhoben und am 12. November 1961 als Munizip installiert.

## Geografie

### Fläche und Lage
Planaltina do Paraná liegt auf dem Terceiro Planalto Paranaense (der Dritten oder Guarapuava-Hochebene von Paraná) auf 23° 0′ 25″ südlicher Breite und 52° 54′ 50″ westlicher Länge. Es hat eine Fläche von 356 km². Es liegt auf einer Höhe von 457 Metern.

### Vegetation
Das Biom von Planaltina do Paraná ist Mata Atlântica.

### Klima
In Planaltina do Paraná herrscht tropisches Klima. Die meiste Zeit im Jahr ist mit erheblichem Niederschlag zu rechnen. Selbst im trockensten Monat fällt eine Menge Regen. Die Klimaklassifikation nach Köppen und Geiger lautet Af. Es herrscht im Jahresdurchschnitt eine Temperatur von 23,0 °C. Innerhalb eines Jahres gibt es 1649 mm Niederschlag.

### Gewässer
Der Ivaí bildet die südliche Grenze des Munizips. An seiner westlichen Grenze fließen der Ribeirão Selma und an der östlichen Grenze der Ribeirão Criciuma und der Ribeirão Lica nach Süden zum Ivaí.

### Straßen
Planaltina do Paraná ist über die PR-218 mit Paranavaí im Osten und dem Paraná an der Ivaí-Mündung bei Querência do Norte im Westen verbunden. 

### Nachbarmunizipien
|              | Loanda                                      | Guairaçá |
| Santa Mônica | Kompassrose, die auf Nachbargemeinden zeigt | Amaporã  |
| Tapira       | Cidade Gaúcha                               |          |

## Stadtverwaltung
Bürgermeister: Celso Maggioni, PSL (2021–2024)
Vizebürgermeister: Flavio Luiz Sirena (2021–2024)

## Demografie

### Bevölkerungsentwicklung
| Jahr | Einwohner | Stadt | Land |
| ---- | --------- | ----- | ---- |
| 1970 | 8.547     | 28 %  | 72 % |
| 1980 | 4.688     | 48 %  | 52 % |
| 1991 | 3.796     | 61 %  | 39 % |
| 2000 | 3.992     | 64 %  | 36 % |
| 2010 | 4.095     | 68 %  | 32 % |
| 2022 | 4.070     |       |      |

Quelle: IBGE (2011) und Volkszählung 2022

### Ethnische Zusammensetzung
| Gruppe *    | 1991    | 2000    | 2010    | wer sich als ...                                                                 |
| ----------- | ------- | ------- | ------- | -------------------------------------------------------------------------------- |
| Weiße       | 62,7 %  | 59,9 %  | 52,1 %  | weiß bezeichnet                                                                  |
| Schwarze    | 7,7 %   | 3,8 %   | 8,3 %   | schwarz bezeichnet                                                               |
| Gelbe       | 0,2 %   | 0,1 %   | 0,3 %   | von fernöstlicher Herkunft wie japanisch, chinesisch, koreanisch etc. bezeichnet |
| Braune      | 28,0 %  | 34,4 %  | 39,3 %  | braun oder als Mischung aus mehreren Gruppen bezeichnet                          |
| Indigene    | 0,1 %   | 0,0 %   | 0,0 %   | Ureinwohner oder Indio bezeichnet                                                |
| ohne Angabe | 1,3 %   | 1,8 %   | 0,0 %   |                                                                                  |
| Gesamt      | 100,0 % | 100,0 % | 100,0 % |                                                                                  |

*) Das IBGE verwendet für Volkszählungen ausschließlich diese fünf Gruppen. Es verzichtet bewusst auf Erläuterungen. Die Zugehörigkeit wird vom Einwohner selbst festgelegt.
Quelle: IBGE (Stand: 1991, 2000 und 2010)